# Karl Wilhelm Hagelin

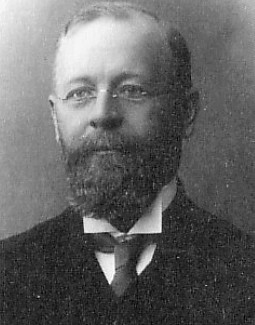
Karl Wilhelm Hagelin.

Karl Wilhelm Hagelin (även känd som Karl Vasilievitj), född 27 september 1860 i Ryssland, död 4 mars 1955 i Kungsholms församling i Stockholm, var en svensk ingenjör. Han arbetade länge som ledande ingenjör vid bröderna Ludvig och Robert Nobels oljeanläggningar Branobel i Baku. År 1900 blev han ordförande i bolagets styrelse. Han är far till uppfinnaren Boris Hagelin.

## Biografi

### Tiden i Ryssland

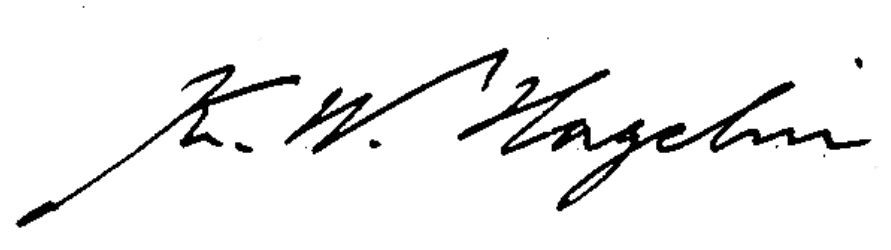
Hagelins signatur 1911.

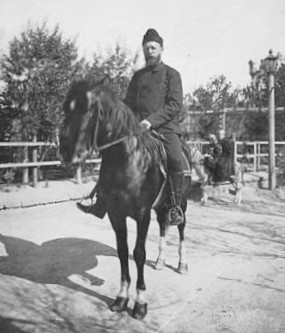
Hagelin på hästrygg 1896.

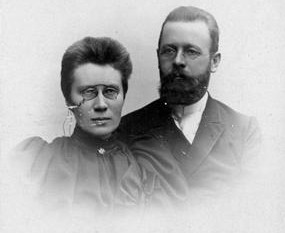
Hilda och K.W. Hagelin.

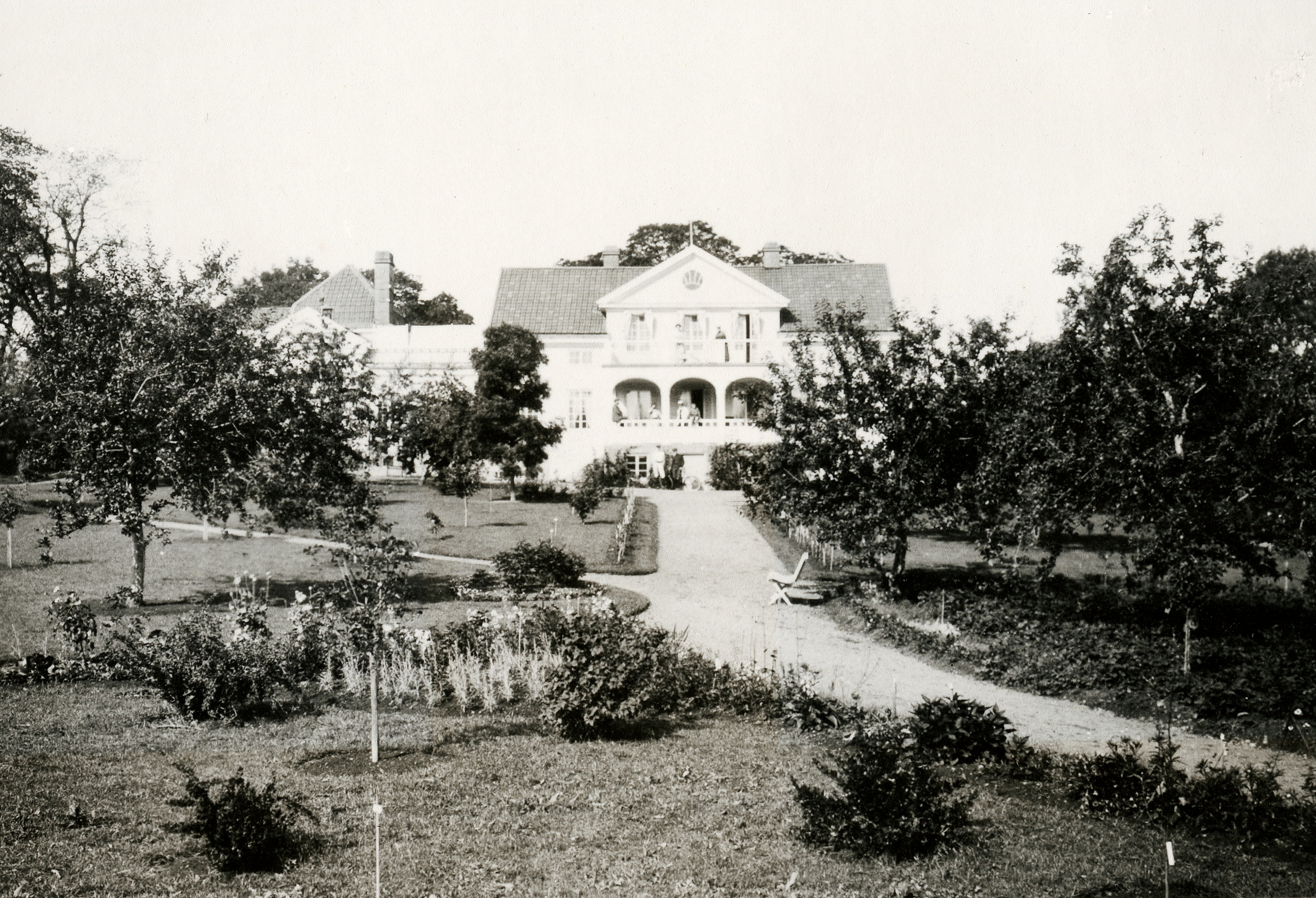
Bränninge gård 1910.

Hagelins föräldrar var Wilhelm Hagelin (1828–1901) och Anna Lovisa Eriksdotter (1818–1870) från Norrköping. Paret flyttade 1861 till Volga där fadern arbetade som andre ingenjör på Volgas passagerarbåtar och bogserbåtar. 
Efter skolgång och arbete som fartygsdesigner blev Hagelin anställd som mekaniker på Krustz & Mercuty-rederiet i Astrakhan. I april 1879 kom Karl Wilhelm Hagelin till Baku och började som mekaniker i instrumentverkstaden vid bröderna Ludvig och Robert Nobels oljeanläggningar Branobel. I slutet av 1887 utsågs han till transport- och lagerchef för olja och oljeprodukter i Volga-regionen. År 1891 blev han befordrad till teknisk chef och sedan till kontorschef i Baku. År 1900 blev han ordförande i bolagets styrelse. 1895–1905 var han svensk-norsk konsul i Baku och 1906–1911 svensk generalkonsul i S:t Petersburg där Branobel hade sitt huvudkontor.
Branobel stod för många innovationer, bland annat den första ryska oljeledningen och Rysslands första kraftverk för energi till annat än belysning. Först kring sekelskiftet 1900 blev bolaget riktigt lönsamt och växte till det största industriella företaget i Ryssland. Tiden i början av 1900-talet var präglat av oroligheter, strejker och armenisk-tartariska massakrer. Hagelin återvände till Sverige för att ta hand om familjen och godset Bränninge gård utanför Södertälje som han förvärvat 1905. På våren 1917, under första världskriget, återvände Hagelin till Astrakhan för att hantera frågor om fortsatt verksamhet på plats med företagets arbetstagare. I juli 1918 var han tillbaka igen för ett kort besök och konstaterade att verksamheten låg nere. 
Efter ryska revolutionen förstatligades bolaget 1920. Hagelins sista försök att komma in i Ryssland via Konstantinopel misslyckades och den 3 juli 1920 tvingades han återvända till Stockholm. Branobel existerade på pappret fram till 1964 då bolaget slutligen likviderades i Stockholm.

### Efter Branobel
Tillsammans med Emanuel Nobel (äldste son till Ludvig Nobel) blev han delägare i Arvid Damms företag AB Cryptograph, som hade bildats för att marknadsföra kryptografiska rotormaskiner baserade på Damms patent från 1919. I AB Cryptograph var även hans son, Boris Hagelin, anställd. 1923 blev han hedersledamot av Ingenjörsvetenskapsakademien i Sverige. Karl Wilhelm Hagelin hade dock svårt att ge upp Branobel i Ryssland och försökte komma tillbaka upprepade gånger fram till 1930, då man slutligen insåg att företaget var förlorat för alltid.

### Personligt

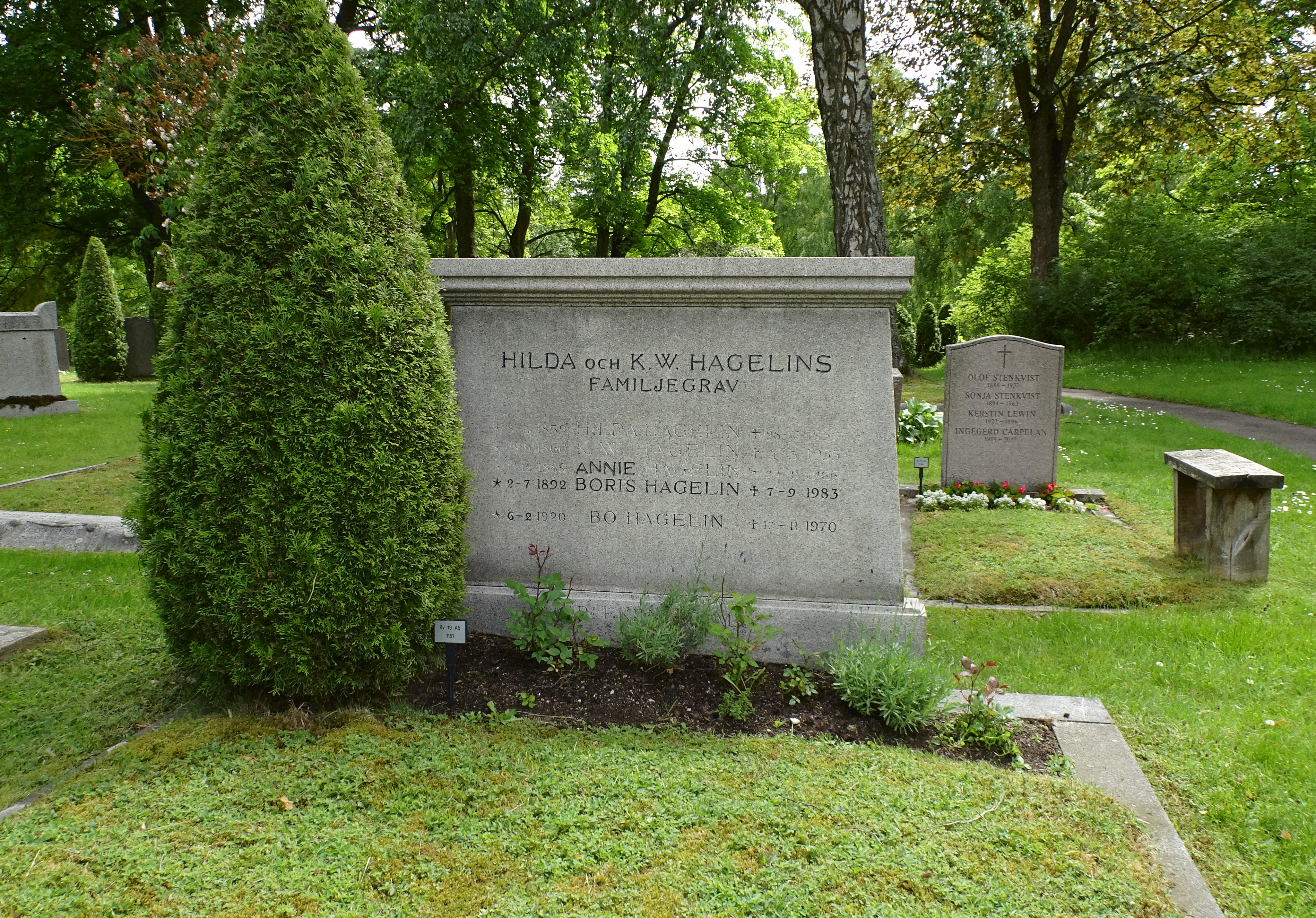
Hagelins familjegrav 2017.

Karl Wilhelm Hagelin gifte sig 1886 med Hilda Kinander (1859–1939), dotter till kapten Caesar Kinander och Emelie Wilhelmina Grapengiesser. Paret fick tre barn: Anna, Boris och Volodja. Boris Hagelin (1892–1982) var företagare och uppfinnare och konstruktör av krypteringsmaskiner. 
Mellan 1905 och 1917 var Bränninge gård utanför Södertälje familjens residens. Godset bestod i början av 1900-talet av 2 7/8 mantal och en areal av 653 hektar, varav ungefär 165 hektar åker. Under Hagelin-tiden genomgick huvudbyggnaden en omfattande om- och tillbyggnad och jordbruket moderniserades. Hagelin lät även uppföra de stora ekonomibyggnaderna vid bruksvägen samt ett mindre vattenkraftverk med tillhörande såg och hyvleri. Han fortsatte med tomtstyckning och exploatering i området som utgör nuvarande tätorten Pershagen. 
Hagelin fann sin sista vila på Norra begravningsplatsen, där han gravsattes den 28 juni 1955. Här vilar även hustrun Hilda, dottern Anna och sonen Boris samt Boris son Bo. Gravstenen bär inskriptionen "Kärleken är allt".
Hagelin efterlämnade ett omfattande dokumentariskt material, bland annat minnesanteckningar, memoarer och två stora fotoalbum som finns på Tekniska museet i Stockholm.